# Johnny 'Hammond' Smith
Johnny 'Hammond' Smith (geboren als John Robert Smith, Louisville, Kentucky, 16 december 1933 – Chicago, Illinois, 4 juni 1997) was een souljazz- en hardbop-organist (onder andere Hammond B-3-orgel). Hij speelde tevens piano. Hij maakte platen voor onder meer Prestige en 'funky' platen voor CTI.

## Levensloop
Smith leerde piano spelen als kind. Zijn voorbeelden waren Bud Powell en Art Tatum. Nadat hij de muziek van Wild Bill Davis had gehoord, stapte hij over op orgel. In 1958 maakte hij met dit instrument zijn debuut, in een tijd dat hij zangeres Nancy Wilson begeleidde. Een jaar later maakte hij zijn eerste plaat voor Prestige Records. Hij zou voor dit label tot 1970 opnamen maken. Zijn stijl werd funkyer en Smith stapte in 1971 over naar het label van producer Creed Taylor, CTI. Hij maakte voor CTI vijf jazzfunk-albums, onder meer een met de Mizell Brothers ('Gambler's Life'). In die tijd ging Smith ook elektrische piano spelen. Vanaf 1974 noemde hij zich Johnny Hammond. Hij stapte in 1975 over naar Milestone, waarvoor hij onder meer 'Gear' opname, opnieuw met de Mizell Brothers. Eind jaren zeventig verhuisde Smith naar Californië, waar hij zich ging bezighouden met onroerend goed. In de jaren negentig maakte hij nog wat opnamen. Smith overleed aan kanker.

## Discografie (selectie)
- Imagination, Warwick, 1959
- All Soul, New Jazz, 1959
- That Good Feelin', Prestige, 1959
- Gettin' the Message, Prestige, 1960
- Stimulation, Prestige, 1961
- Opus de Funk, Prestige, 1961
- Johnny Hammond Cooks with Gator Tail, Prestige, 1962
- Good 'Nuff, Prestige, 1962
- Look Out!, New Jazz, 1962
- Black Coffee (live), Riverside, 1962
- A Little Taste, Riverside, 1963
- Mr. Wonderful, Riverside, 1963
- Open House, Riverside, 1963
- The Stinger, Prestige, 1965
- The Stinger Meets the Golden Thrush, Prestige, 1966
- Love Potion #9, Prestige, 1966
- Ebb Tide, Prestige, 1967
- Gettin' Up, Prestige, 1967
- Soul Flowers, Prestige, 1967
- Dirty Grape, Prestige, 1968
- Nasty, Prestige, 1968
- Black Feeling!, Prestige, 1969
- Here It 'tis, Prestige, 1970
- I'll Be There, Prestige, 1971
- What's Going On, Prestige, 1971
- Breakout, Kudu, 1971
- Wild Horses/Rock Steady, Kudu, 1971
- Prophet, Kudu, 1972
- Gambler's Life, Salvation, 1974
- Higher Ground, Kudu, 1974
- Gears, Milestone, 1975
- Forever Taurus, Milestone, 1976
- Don't Let the System Get to You, Milestone, 1978
- Storm Warning, Milestone, 1977

- Biblioteca Nacional de España: XX1540128
- Bibliothèque nationale de France: cb140028143 (data)
- Gemeinsame Normdatei: 134903153
- International Standard Name Identifier: 0000 0001 1815 8576
- Library of Congress Control Number: n94081572
- MusicBrainz: af8a8ede-2c56-469e-9069-463218595f85
- Nationale Bibliotheek van Tsjechië: xx0139651
- Nederlandse Thesaurus van Auteursnamen: 229307809
- Istituto Centrale per il Catalogo Unico: DDSV160050
- Virtual International Authority File: 37112876
- WorldCat: E39PBJgRMBm4FrJYyq4Md8MdcP